# إبراهيم بن أحمد الشيباني الرياضي
إبراهيم بن أحمد الشيباني الرياضي، عالم لغوي عربي، عاش في القرن الثالث الهجري، وتوفي في آخره.

## أصله
أصله من بغداد، وهاجر عنها إلى القيروان، حيث التقى دعبلًا وابن الجهم والبحتري.

## رحلاته
طاف البلاد الإسلامية آنذاك وذهب إلى خرسان وفارس والعراق والحجاز واليمن والشام والثغور والجزيرة ومصر.

## مصنفاته
وضع العديد من المصنفات في علوم اللغة العربية منها:
1. لقط المرجان
2. سراج الهدى في مشكل القرآن

## وفاته
توفي بالقيروان عام 298 هـ.